# Lucky Town
《Lucky Town》은 미국의 싱어송라이터 브루스 스프링스틴의 열 번째 정규 음반이다. 이 음반은 스프링스틴의 《Human Touch》 음반과 같은 날인 1992년 3월 31일에 발매되었다. 《Lucky Town》은 〈Better Days〉(《Human Touch》의 타이틀곡과 짝을 이룬)가 메인스트림 록 트랙에서 1위, 빌보드 핫 100에서 16위를 차지하며 빌보드 200에서 3위로 정점을 찍었다. 《Lucky Town》은 그 이후로 미국에서 백만 장 이상이 팔렸다.

## 배경
스프링스틴은 1990년 언젠가 출시할 계획이었던 《Human Touch》에 대해 작업하고 있었지만, 이 프로젝트는 그가 생각했던 것보다 시간이 더 오래 걸렸다. 그는 1991년 초에 그 프로젝트를 보류하고 같은 해 9월에 다시 시작했다. 음반에 한 곡을 더 녹음하려고 했던(〈Living Proof〉) 그는 결국 10곡의 신곡을 냈고, 이것이 《Lucky Town》이 되었다. 그가 《Lucky Town》을 완성하자, 그는 두 음반을 동시에 발매하기로 결정했다. 이 음반의 대부분의 곡들은 E 스트리트 밴드의 재결합 이후 거의 공연을 받지 못했지만, 〈If I Should Fall Behind〉는 1999년~2000년 재결합 투어 동안 모든 쇼에서 연주되었고 《Live in New York City》 DVD와 CD 발매에 포함되었다.

## 테마
《Human Touch》에 비해 《Lucky Town》은 좀 더 헐벗고 민중적인 사운드를 가지고 있으며 노래 가사가 더 개인적이다. 《Human Touch》는 대부분 사랑 노래로 구성되어 있는 반면 《Lucky Town》은 스프링스틴의 인생에서 보다 구체적인 사건들에 초점을 맞추고 있다(첫 아내와 이혼). 오프닝 곡인 〈Better Days〉는 그의 인생에서 힘든 시기를 겪은 후에 다시 시작하고 싶다는 그의 바람을 표현한다. 〈Living Proof〉는 그의 첫째 아들의 탄생에 관한 이야기이고 〈Local Hero〉는 그가 가게 창문에서 자신의 사진을 본 것에 관한 이야기이다. 〈Souls of the Departed〉는 건전하고 사회적인 논평에서 〈Born in the U.S.A.〉를 상기시킨다. 그 노래는 걸프 전쟁에서 영감을 받았다.

## 곡 목록
모든 곡들은 브루스 스프링스틴에 의해 작사/작곡하였다.
| #   | 제목                        | 재생 시간 |
| --- | --------------------------- | --------- |
| 1.  | 〈Better Days〉             | 4:05      |
| 2.  | 〈Lucky Town〉              | 3:24      |
| 3.  | 〈Local Hero〉              | 4:02      |
| 4.  | 〈If I Should Fall Behind〉 | 2:57      |
| 5.  | 〈Leap of Faith〉           | 3:22      |
| 6.  | 〈The Big Muddy〉           | 4:04      |
| 7.  | 〈Living Proof〉            | 4:44      |
| 8.  | 〈Book of Dreams〉          | 4:20      |
| 9.  | 〈Souls of the Departed〉   | 4:16      |
| 10. | 〈My Beautiful Reward〉     | 3:55      |

## 인증
| 국가                                                  | 인증        | 판매량/출하량 |
| ----------------------------------------------------- | ----------- | ------------- |
| 오스트레일리아 (ARIA)                                 | 플래티넘    | 70,000^       |
| 오스트리아 (IFPI 오스트리아)                          | 골드        | 25,000*       |
| 캐나다 (뮤직 캐나다)                                  | 2× 플래티넘 | 200,000^      |
| 핀란드 (Musiikkituottajat)                            | 골드        | 28,642        |
| 독일 (BVMI)                                           | 골드        | 250,000^      |
| 일본 (RIAJ)                                           | 골드        | 110,000       |
| 뉴질랜드 (RMNZ)                                       | 골드        | 7,500^        |
| 스페인 (PROMUSICAE)                                   | 플래티넘    | 100,000^      |
| 스웨덴 (GLF)                                          | 플래티넘    | 100,000^      |
| 스위스 (IFPI 스위스)                                  | 골드        | 25,000^       |
| 영국 (BPI)                                            | 골드        | 100,000^      |
| 미국 (RIAA)                                           | 플래티넘    | 1,000,000^    |
| *판매량을 기반으로 한 인증 ^출하량을 기반으로 한 인증 |             |               |